# 中国人民解放軍中部戦区
中国人民解放軍中部戦区（ちゅうごくじんみんかいほうぐんちゅうぶせんく、中部战区、Zhōngbù zhànqū、英語: Central Theater Command）は、中華人民共和国五大戦区の一つである。北京軍区と済南軍区を統合し、北京軍区の内モンゴル自治区(東四盟を除いた地域)と済南軍区の山東省を北部戦区に移譲して誕生。

## 概要
2016年2月1日、北京で開催された、中国人民解放軍戦区成立大会において、習近平党総書記（党中央軍事委員会主席兼務）が新しく発足した東部、西部、南部、北部、中部の五つの戦区の司令官と政治委員に軍旗を授与し、「各戦区には平和を維持し、戦争に勝つ使命がある」と訓示した。
中部戦区の任務は首都の防衛に備えることとなっている。

## 管轄区域
北京市、天津市、河北省、河南省、山西省、陝西省、湖北省

## 配属部隊
- 中部戦区陸軍（中国語版）
- 中部戦区空軍（中国語版）